# جنا شيحة
جنا شيحة (من مواليد 22 أغسطس 2001، الإسكندرية) هي لاعبة اسكواش مصرية محترفة. اعتبارًا من نوفمبر 2020، احتلت المرتبة رقم 56 على مستوي العالم، وهو أفضل تصنيف لها. فازت ببطولة CIB El Shams Tour 1 لعام 2019. وصلت إلى نهائي بطولة العالم للناشئين في عام 2019 ضد هانيا الهمامي. جنا هي لاعبة نادي وادي دجلة.

## السيرة الشخصية
وهي صغيرة في سن السابعة عشرة، استفادت من بطاقة وايلد في بطولة الجونة الدولية البلاتينية 2019، واجهة نيكول ديفيد بطلة العالم ثماني مرات، وكانت على وشك تحقيق إنجاز، لكنها خسرت المبارة في الشوط الخامس من مباراة، حيث استمرت 43 دقيقة.
بعد بضعة أشهر، وصلت إلى نهائيات بطولة العالم للناشئين في عام 2019 في كوالالمبور، وخسرت المباراة النهائية أمام هانيا الهمامي بثلاث مجموعات، اللاعبة رقم 15 على مستوي العالم . كان هذا تكرار لنهائيات بطولة بريطانيا المفتوحة للناشئين في بداية العام، والتي شهدت بالفعل فوز هانيا الهمامي.
فازت جنا ببطولة HCL SRFI Indian Tour، والتي نظمت من قبل الاتحاد الدولي للاسكواش PSA في دولة الهند، حيث فازت في المباراة النهائية سلمى الطيب بنتيجة 3-1.
كانت جنا نشطة في جولة PSA العالمية منذ عام 2018.، وفازت بأربعة ألقاب حتى الآن.

## الإنجازات

### البطولات
- بطولة الناشئين البريطانية المفتوحة: 2020
- ألقاب الاتحاد الدولي للاسكواش: 4

### النهائيات
- بطولة العالم للناشئين: 2019
- بطولة الناشئين البريطانية المفتوحة: 2019

## روابط خارجية
جنا شيحة على موقع الاتحاد الدولي لمحترفي الاسكواش (مؤرشف) (الإنجليزية)
- جنا شيحة على موقع SquashInfo.com (الإنجليزية)
- جنا شيحة على موقع أوليمبيديا (الإنجليزية)